# 南伊皮兰加
南伊皮兰加是巴西南大河州的一个市镇。总面积159.23平方公里，总人口1983人，人口密度12.5人/平方公里。